# Kościół św. Alberta Chmielowskiego w Maszewie
Kościół świętego Alberta Chmielowskiego – rzymskokatolicki kościół filialny należący do parafii Matki Bożej Częstochowskiej w Maszewie (dekanat Maszewo archidiecezji szczecińsko-kamieńskiej.
Obecnie istniejąca świątynia ufundowana została w 1490 roku przez rodzinę Weiherów z Maszewa. Wybudowana została na miejscu starszej, drewnianej kaplicy, wspomnianej w źródłach już w 1303 roku, ówcześnie noszącej wezwanie Św. Katarzyny. Kaplica ta funkcjonowała jako świątynia szpitalna połączona z przytułkiem i nosiła wezwanie św. Jerzego. Później na jego miejscu wybudowany został nowy zespół szpitalny, zrealizowany przez mistrza Damesa ze Stargardu w 1735 roku. Szpital był wielokrotnie przebudowywany a w 1840 roku został zbudowany od podstaw. Cały kompleks działał do 1945 roku, kiedy został zburzony. Kaplica została odbudowana w latach 1981-1983 i przeznaczona na kościół pomocniczy, jednocześnie ottrzymała obecne wezwanie.